# Федоренко Світлана Володимирівна
Світла́на Володи́мирівна Федоре́нко (нар. 13 лютого 1966, Київська область[уточнити]) — українська тифлопедагогиня, доктор педагогічних наук, професор.
Наукові інтереси: історія тифлопедагогіки. Навчальні дисципліни: тифлопедагогіка; методика викладання тифлопедагогіки; історія тифлопедагогіки.

## Біографія
Народилась 13 лютого 1966 року в Київській області.
Після закінчення дефектологічного факультету Київського педагогічного інституту імені О. М. Горького (1989) працювала в спеціальній школі. З 1991 р. працює в Національному педагогічному університеті імені М. П. Драгоманова, старшою лаборанткою (1991–1993), викладачкою (з 1993), заступницею декана дефектологічного факультету (з 1998 р.), заступницею директора Інституту корекційної педагогіки та психології з навчально-методичної роботи (з 2003 р.).
У Національному педагогічному університеті імені М. П. Драгоманова розпочала дослідження тифлопедагогічних проблем (1993). Перші наукові розробки пов'язані з вивченням проблем дошкільного виховання дітей з вадами зору. Кандидатська дисертація «Корекційна спрямованість формування навичок самообслуговування у молодших слабозорих дошкільників» захищена в Інституті спеціальної педагогіки (м. Київ) стала першою в українській тифлопедагогіці спробою експериментального вивчення навичок самообслуговування у слабозорих дітей починаючи з раннього віку (1997). У 2002 р. науковиці присвоєно вчене звання доцентки.
Професор кафедри тифлопедагогіки. Заступниця директора Інституту корекційної педагогіки та психології з навчально-методичної роботи. Вчена секретарка спеціалізованої вченої ради Д 26.053.14 при НПУ імені М. П. Драгоманова.
В університеті працює з 1991р.

## Наукові ступені і звання
Доктор педагогічних наук, професор. У 1997 році захистила кандидатську дисертацію на тему «Корекційна спрямованість формування навичок самообслуговування у молодших слабозорих дошкільників». У 2012 році — дисертацію на здобуття наукового ступеня доктора педагогічних наук «Становлення та розвиток вітчизняної тифлопедагогіки». У 2014 році присвоєно вчене звання професора.
Засновниця наукової школи із дослідження актуальних проблем навчання та виховання дітей з вадами зору. Членкиня Всеукраїнської громадської організації «Асоціація тифлопедагогів України» та Європейської організації ICEVI.
Заступниця головного редактора науково-практичного журналу «Теорія і практика тифлопедагогіки»; членкиня редколегії наукових фахових видань «Соціально-психологічні проблеми тифлопедагогіки», «Науковий часопис НПУ імені М. П. Драгоманова. Серія 19.Корекційна педагогіка та спеціальна психологія».

## Основні публікації
- Особливості методики навчання грамоти дітей зі зниженим зором: Матеріали до вивчення курсу «Методика викладання мови в школах для сліпих та слабозорих дітей». — К., 2004. — 67 с.
- Українська мова. Програми для загальноосвітніх навчальних закладів І ступеня для сліпих дітей та дітей зі зниженим зором (підготовчі-1 класи). — К., — 2005. — С.8-50 (у співавторстві).
- Навчально-методичний комплекс фахової підготовки бакалаврів напряму 6.010105. Корекційна освіта, Тифлопедагогіка і спеціальна психологія. — К., 2008. (у співавторстві).
- Тифлодидактика. Навчальний посібник. — К., 2008. — 157 с.
- Синьова Є. П. Тифлопедагогіка: (підручник. Гриф МОН) / Є. П. Синьова, С. В. Федоренко. — К. : НПУ імені М. П. Драгоманова, 2009. - 325 с.
- Спеціальна методика навчання української мови в школах для дітей з порушеннями зору. Навчальний посібник. — К., 2011. — 284с. (у співавторстві)
- Навчання і виховання дітей з порушеннями зору в Україні: історія та сьогодення: Монографія.-Запоріжжя,2012.-306с.